# أولاد حسين (إقليم الجديدة)
أولاد حسين قرية مغربية بإقليم الجديدة الساحلي جنوبي الدار البيضاء، تضم بلدة أولاد حسين 27.475 نسمة (إحصاء 2004).

## السياحة
بالإضافة لمؤهلات أخرى، توجد بجماعة أولاد حسين العديد من البنايات التراثية من نوع تازوطا. وبدأ الناس مؤخرا يهتمون بالتازوطات قصد استغلالها في السياحة المجالية والثقافية.

## وصلات خارجية
- (بالفرنسية) إحصائيات إقليم الجديدة على موقع World Gazetter